# Serie A 2024-2025 (calcio a 5 femminile)
La Serie A 2024-2025 è stata la 32ª edizione del campionato nazionale di calcio a 5 femminile di primo livello e la 14ª assoluta della categoria. La stagione regolare è iniziata il 28 settembre 2024 per concludersi il 15 giugno 2025 con la disputa dei play-off.

## Regolamento

### Criteri in caso di arrivo a pari punti
In caso di parità di punteggio fra due o più squadre al termine di un campionato, si procede alla
compilazione:
- a) dei punti conseguiti negli incontri diretti;
- b) a parità di punti, della differenza tra le reti segnate e quelle subite negli stessi incontri;
- c) della differenza fra reti segnate e subite negli incontri diretti fra le squadre interessate;
- d) della differenza fra reti segnate e subite al termine della Stagione Regolare;
- e) del maggior numero di reti segnate al termine della Stagione Regolare;
- f) del minor numero di reti subite al termine della Stagione Regolare;
- g) del maggior numero di vittorie realizzate al termine della Stagione Regolare;
- h) del minor numero di sconfitte subite al termine della Stagione Regolare;
- i) del maggior numero di vittorie esterne al termine della Stagione Regolare;
- j) del minor numero di sconfitte interne al termine della Stagione Regolare;
- k) Del sorteggio.

## Squadre partecipanti
| Club                 | Città                      | Palazzetto                                           | Stagione 2024-25                         |
| -------------------- | -------------------------- | ---------------------------------------------------- | ---------------------------------------- |
| Atletico Foligno     | Foligno (PG)               | PalaPaternesi                                        | 11º in Serie A                           |
| Audace Verona        | Verona (VR)                | PalaLupatotina Gas e Luce                            | 9º in Serie A                            |
| Bitonto              | Bitonto (BA)               | PalaPansini (Giovinazzo, BA)                         | 1º in Serie A, Campione d'Italia         |
| Cagliari             | Cagliari                   | PalaConi Palasport Comunale (Sestu, CA, 2ª giornata) | promossa dalla Serie B                   |
| C.M.B.               | Salandra (MT)              | PalaSaponara                                         | Promossa dalla Serie B                   |
| Falconara            | Falconara Marittima (AN)   | PalaBadiali                                          | 2º in Serie A, semifinale play-off       |
| Kick Off             | Gorgonzola (MI)            | Palasport (San Donato Milanese, MI)                  | 8º in Serie A, quarti di finale play-off |
| Lazio                | Roma                       | Palasport (Fiano Romano, RM)                         | 6º in Serie A, quarti di finale play-off |
| Molfetta             | Molfetta (BA)              | PalaPoli                                             | 5º in Serie A, quarti di finale play-off |
| Pescara              | Montesilvano (PE)          | Palazzetto dello Sport Corrado Roma                  | 4º in Serie A, semifinale play-off       |
| Royal Team Lamezia   | Lamezia Terme (CZ)         | Palazzetto dello Sport Alfio Sparti                  | 10º in Serie A                           |
| Tikitaka Francavilla | Chieti scalo (Chieti)      | PalaRigopiano (Pescara)                              | 3º in Serie A, finale play-off           |
| V.I.P.               | San Martino di Lupari (PD) | Palasport comunale                                   | 7º in Serie A, quarti di finale play-off |

## Stagione regolare

### Classifica
|  | Pos. | Squadra              | Pt | G  | V  | N | P  | GF  | GS  | DR   |
|  | ---- | -------------------- | -- | -- | -- | - | -- | --- | --- | ---- |
|  | 1.   | Pescara              | 58 | 24 | 18 | 4 | 2  | 100 | 37  | +63  |
|  | 2.   | Falconara            | 57 | 24 | 18 | 3 | 3  | 104 | 34  | +70  |
|  | 3.   | Bitonto              | 55 | 24 | 17 | 4 | 3  | 157 | 55  | +102 |
|  | 4.   | Tikitaka Francavilla | 50 | 24 | 15 | 5 | 4  | 88  | 55  | +33  |
|  | 5.   | Kick Off             | 41 | 24 | 13 | 2 | 9  | 82  | 67  | +15  |
|  | 6.   | C.M.B.               | 39 | 24 | 11 | 6 | 7  | 91  | 74  | +17  |
|  | 7.   | Lazio                | 36 | 24 | 10 | 6 | 8  | 98  | 82  | +16  |
|  | 8.   | Cagliari             | 25 | 24 | 8  | 1 | 15 | 53  | 80  | -27  |
|  | 9.   | V.I.P.               | 22 | 24 | 7  | 1 | 16 | 60  | 109 | -49  |
|  | 10.  | Audace Verona        | 21 | 24 | 5  | 6 | 13 | 57  | 87  | -30  |
|  | 11.  | Molfetta             | 21 | 24 | 6  | 3 | 15 | 36  | 82  | -46  |
|  | 12.  | Atletico Foligno     | 15 | 24 | 4  | 3 | 17 | 41  | 89  | -48  |
|  | 13.  | Royal Team Lamezia   | 6  | 24 | 2  | 0 | 22 | 32  | 148 | -116 |

### Verdetti
- Falconara campione d'Italia 2024-2025.
- Royal Team Lamezia e, dopo i playout, Atletico Foligno retrocesse in Serie B 2025-2026.

#### Classifica marcatori
| Gol |  |  | Giocatore          | Squadra              |
| --- |  |  | ------------------ | -------------------- |
| 34  |  |  | Renatinha          | Bitonto              |
| 30  |  |  | Nicoletta Mansueto | Bitonto              |
| 24  |  |  | Aline Elpidio      | Falconara            |
| 24  |  |  | Debora Vanin       | C.M.B.               |
| 24  |  |  | Sara Boutimah      | Tikitaka Francavilla |
| 23  |  |  | Luciléia           | Bitonto              |
| 22  |  |  | Alessia Grieco     | Bitonto              |
| 22  |  |  | Vanessa Pereira    | Lazio                |
| 18  |  |  | Carolina Cenedese  | C.M.B.               |
| 18  |  |  | Bruna Borges       | Kick Off             |
| 17  |  |  | Nathalia Rozo      | Pescara              |
| 17  |  |  | Isa Pereira        | Falconara            |
| 17  |  |  | Erika Ferrara      | Falconara            |
| 17  |  |  | Rafaela Dal'maz    | Pescara              |

#### Record
- Maggior numero di vittorie: Pescara, Falconara (18)
- Minor numero di vittorie: Royal Lamezia (2)
- Maggior numero di pareggi: Cmb Futsal, Lazio, Audace Verona (6)
- Minor numero di pareggi: Royal Lamezia (0)
- Maggior numero di sconfitte: Royal Lamezia (22)
- Minor numero di sconfitte: Pescara (2)
- Miglior attacco: Bitonto (157)
- Peggior attacco: Royal Lamezia (32)
- Miglior difesa: Falconara (34)
- Peggior difesa: Royal Team Lamezia (148)
- Miglior differenza reti: Bitonto (+102)
- Peggior differenza reti: Royal Team Lamezia (-116)

## Play-off

### Regolamento
Per assegnare il titolo di campione d'Italia verranno disputati i play-off, a cui partecipano le prime 8 classificate della regular season.
I quarti di finale e le semifinali sono svolti al meglio delle tre gare, la prima in casa della peggiore classificata al termine della Stagione Regolare, mentre la seconda e l'eventuale gara-3 si svolgeranno in casa della meglio classificata.
La finale sarà disputata in gara unica in casa della squadra migliore classificata.
In caso di parità al termine di ciascuna gara verranno giocati due tempi supplementari di 5', al termine dei quali, in caso di ulteriore parità, si procederà con l'effettuazione dei tiri di rigore, in modo che ogni gara abbia un vincitore.

### Squadre qualificate
| 1 | Pescara              | 5. | Kick Off |
| 2 | Falconara            | 6  | C.M.B.   |
| 3 | Bitonto              | 7  | Lazio    |
| 4 | Tikitaka Francavilla | 8  | Cagliari |

### Tabellone
|  | Quarti di finale | Quarti di finale     | Quarti di finale | Quarti di finale | Quarti di finale |  |  | Semifinali           | Semifinali           | Semifinali | Semifinali | Semifinali |  |  | Finale | Finale  | Finale |  |
|  |                  |                      |                  |                  |                  |  |  |                      |                      |            |            |            |  |  |        |         |        |  |
|  | 1                | Pescara              | 4                | 5                | -                |  |  |                      |                      |            |            |            |  |  |        |         |        |  |
|  | 8                | Cagliari             | 2                | 2                | -                |  |  | Pescara              | Pescara              | 3          | 9          | -          |  |  |        |         |        |  |
|  | 4                | Tikitaka Francavilla | 3                | 4                | 6                |  |  | Tikitaka Francavilla | Tikitaka Francavilla | 2          | 4          | -          |  |  |        |         |        |  |
|  | 5                | Kick Off             | 2                | 6                | 5                |  |  |                      |                      |            |            |            |  |  |        | Pescara | 3      |  |
|  | 3                | Bitonto              | 2                | 7                | -                |  |  |                      |                      |            | Falconara  | 4          |  |  |        |         |        |  |
|  | 6                | C.M.B.               | 1                | 1                | -                |  |  | Falconara            | Falconara            | 4          | 0          | 8 (dtr)    |  |  |        |         |        |  |
|  | 2                | Falconara            | 5                | 7                | -                |  |  | Bitonto              | Bitonto              | 2          | 2          | 6          |  |  |        |         |        |  |
|  | 7                | Lazio                | 1                | 2                | -                |  |  |                      |                      |            |            |            |  |  |        |         |        |  |

### Finale
| Pescara 15 giugno 2025, ore 20:00 | Pescara    | 3 – 4 (2-1) | Falconara | Palasport Giovanni Paolo II |
| \| \| \| \| \| 1'28" Rafaela Dal'maz 16'14" Taty 39'56" Rozo \| Marcatori \| 4'05" pt aut. Vanelli 27'21 e 30'06" Ana Sestari 39'47" Aline Elpidio \| \| Marika Mascia Taty Federica Belli Gabi Vanelli Rafaela Dal'maz Aida Xhaxho Rozo Ludovica Coppari Ersilia D'Incecco Chiara Di Sauro Jessika Manieri Alessia Valendino \| Formazioni \| Ana Sestari Isa Pereira Leticia Martin Cortes Georgia Balardin Silvia Praticò Aline Elpidio Rebecca Bordacchini Lucia Gregori Erika Ferrara Emma Ciccalè Maria Francesca Gaspari Giorgia Scoponi \| \| Maria Amparo \| Allenatori \| Giulia Domenichetti \| |            | |           |                             |
| |            | |           |                             |
| 1'28" Rafaela Dal'maz 16'14" Taty 39'56" Rozo | Marcatori  | 4'05" pt aut. Vanelli 27'21 e 30'06" Ana Sestari 39'47" Aline Elpidio |           |                             |
| Marika Mascia Taty Federica Belli Gabi Vanelli Rafaela Dal'maz Aida Xhaxho Rozo Ludovica Coppari Ersilia D'Incecco Chiara Di Sauro Jessika Manieri Alessia Valendino | Formazioni | Ana Sestari Isa Pereira Leticia Martin Cortes Georgia Balardin Silvia Praticò Aline Elpidio Rebecca Bordacchini Lucia Gregori Erika Ferrara Emma Ciccalè Maria Francesca Gaspari Giorgia Scoponi |           |                             |
| Maria Amparo | Allenatori | Giulia Domenichetti |           |                             |